# NOR 게이트
| INPUT | INPUT | OUTPUT  |
| A     | B     | A NOR B |
| 0     | 0     | 1       |
| 0     | 1     | 0       |
| 1     | 0     | 0       |
| 1     | 1     | 0       |

NOR 게이트는 부정논리합을 구현하는 디지털 논리 회로이며 진리표에 따라 동작한다. 게이트에 대한 두 개의 입력이 LOW(0)이면 HIGH(1) 출력이 발생하며, 두 입력 중 하나가 HIGH(1)이면 LOW 출력(0)이 발생한다. NOR은 OR 연산자의 부정의 결과이다. AND 게이트에서 모든 입력이 반전된 것으로 간주할 수도 있다.
오리지널 아폴로 가이던스 컴퓨터는 4,100개의 IC를 사용하였으며 각각이 하나의 3개의 입력 NOR 게이트만을 포함하고 있었다.

## 기호
NOR 게이트에는 3개의 기호가 있다: ANSI(미국식) 기호, IEC(유럽식) 기호, 사용이 권장되지 않는 DIN 기호. 더 자세한 정보는 논리 회로 문서 참조. NOR 게이트의 ANSI 기호는 도치 버블(inversion bubble)이 연결된 표준 OR 게이트이다.

NOR 전가산기.

|               |          |          |
| MIL/ANSI 기호 | IEC 기호 | DIN 기호 |

## 하드웨어 기술 및 핀
NOR 게이트는 기본적인 논리 게이트이므로 이들은 TTL과 CMOS IC에서 인식된다. 표준 4000 시리즈인 CMOS IC는 4001이며 4개의 독립적인 2개의 입력, NOR 게이트를 포함한다. 핀 그림은 다음과 같다:
|  | 1 Input A1 2 Input B1 3 Output Q1 4 Output Q2 5 Input B2 6 Input A2 7 Vss 8 Input A3 9 Input B3 10 Output Q3 11 Output Q4 12 Input B4 13 Input A4 14 Vdd |

### 이용
아래의 장치들은 페어차일드 반도체, 필립스, 텍사스 인스트루먼트와 같은 대부분의 반도체 제조업체들로부터 이용이 가능하다. 이들은 보통 스루홀 DIP 및 SOIC 포맷으로 이용할 수 있다. 대부분의 데이터시트 데이터베이스를 통해 데이터시트를 쉽게 이용할 수 있다.
유명한 CMOS 및 TTL 논리 계열에서 최대 8개의 입력을 갖춘 NOR 게이트를 사용할 수 있다:
- CMOS
  - 4001: Quad 2-input NOR gate
  - 4025: Triple 3-input NOR gate
  - 4002: Dual 4-input NOR gate
  - 4078: Single 8-input NOR gate
- TTL
  - 7402: Quad 2-input NOR gate
  - 7427: Triple 3-input NOR gate
  - 7425: Dual 4-input NOR gate (w/ strobe, 사용이 권장되지 않음)
  - 74260: Dual 5-Input NOR Gate
  - 744078: Single 8-input NOR Gate

오래된 RTL 및 ECL 계열에서 NOR 게이트는 효율적이었으며 매우 흔히 사용되었다.

## 구현
|  |  |  |

위의 그림은 NMOS 논리 회로를 사용하는 2-input NOR 게이트의 구성을 보여준다.
아래의 그림은 CMOS 기술을 사용하는 2-input NOR 게이트를 보여준다.

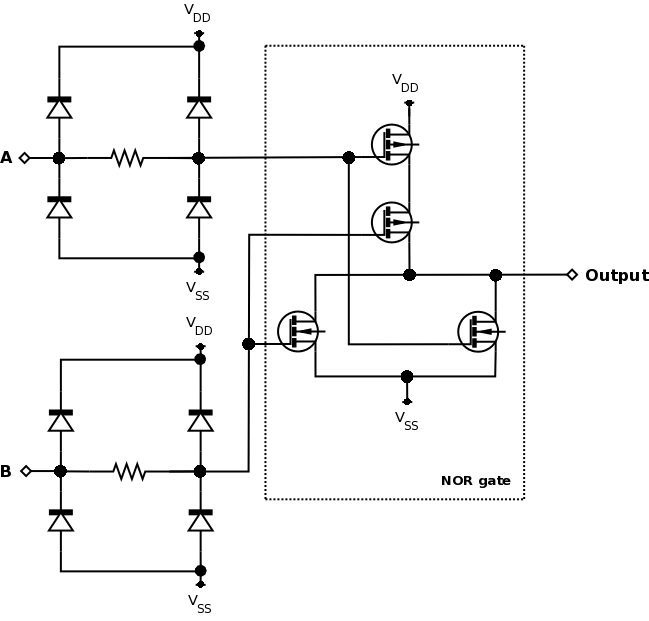
버퍼링되지 않은 CMOS 2-input NOR 게이트.

### 대안
특정 NOR 게이트를 사용할 수 없으면 NAND 게이트로부터 만들 수 있는데, 그 이유는 NAND와 NOR 게이트는 유니버설 게이트(universal gate)로 간주되기 때문이다. 즉, 다른 모든 게이트를 만드는데 사용할 수 있다는 의미이다.
| NAND 구성 |
| --------- |
|           |

## 같이 보기
- AND 게이트
- OR 게이트
- NOT 게이트
- NAND 게이트
- XOR 게이트
- XNOR 게이트
- 불 논리
- 논리 회로
- NOR 로직
- 플래시 메모리